# Joaquim Pedro Celestino Soares
Joaquim Pedro Celestino Soares (Lisboa, 8 de junho de 1793 — Lisboa, 7 de agosto de 1870) foi um oficial general da Armada Portuguesa, membro do Supremo Conselho de Justiça Militar, diretor do Museu de Marinha, sócio efetivo da Academia Real das Ciências de Lisboa, membro do Conselho de Sua Majestade Fidelíssima, diretor da Escola Naval, sócio de mérito da Academia das Belas Artes de Lisboa e deputado às Cortes em várias legislaturas, pelos círculos eleitorais do Porto, do Estado da Índia e de Castelo Branco. Ligado à ala esquerda do liberalismo, membro ativo da revolução de Setembro e da Patuleia, deixou uma vasta obra literária e científica, maioritariamente de temática naval, e alguma obra cartográfica.

## Biografia
Nasceu em Lisboa, filho do brigadeiro Pedro Celestino Soares e de sua esposa Francisca Joaquina de Almada. A família Celestino Soares era uma família de militares, com vários dos seus membros distintos oficiais generais, alguns também políticos com assento parlamentar. Foi irmão de José Pedro Celestino Soares, o 1.º visconde de Leceia, e do brigadeiro Francisco Pedro Celestino Soares.
Após realizar estudos preparatórios, foi admitido na Academia Real de Marinha em outubro de 1815, onde se distinguiu e foi por várias vezes premiado. Tendo em 1819 concluído, com êxito, os seus estudos navais, foi declarado voluntário da Academia e integrado na Companhia de Guardas-Marinhas, então no Rio de Janeiro, iniciando um percurso profissional na Marinha, que o levaria a ascender a contra-almirante.
No posto de guarda-marinha embarcou em 1819 na fragata Sucesso na sua primeira viagem náutica, a que o levou até ao Rio de Janeiro, onde então se encontrava a corte portuguesa. Aquela fragata capitaneava um comboio de 56 navios mercantes com destino ao Brasil. Permaneceu no Brasil durante vários meses, sendo ali promovido a segundo-tenente. Em outubro de 1820, já depois da vitória da Revolução Liberal do Porto, regressou a Portugal, ingressando no serviço naval metropolitano, onde permaneceu até 1822. Nesse período integrou as guarnições da corveta Princesa Real, da charrua Gentil Americana e da escuna Maria Zeferina, navios a bordo dos quais efectuou diversas missões.
A sua primeira comissão de serviço ultramarino iniciou-se em 1822, quando integrado na guarnição da charrua São João Magnânimo e viajou até ao Estado da Índia, fazendo escala em Luanda, Benguela e Moçambique. Em 1828 esteve nos Açores. Permaneceu ao serviço da Estação Naval da Índia, afastado da política portuguesa, durante boa parte do período conturbado que levou ao desencadear da Guerra Civil Portuguesa (1828-1834), apenas regressando a Portugal em 1832, quando já decorria o Cerco do Porto.
Durante o período em que permaneceu no serviço naval do Oceano Índico embarcou, a seu pedido, em diversos navios da marinha mercante e produziu alguma cartografia, entre a qual a carta topográfica do território dependente da praça de Damão e uma planta das ilhas de Solor e Timor e adjacentes, segundo as instruções do roteiro daquela região elaborado sob a direção de James Horsburgh, hidrógrafo da East India Company.
Em julho de 1832 chegou a Portugal, e tendo aderido à ideologia liberal, procurou refúgio a bordo da esquadra britânica que patrulhava a barra do Tejo e a partir daí conseguiu evadir-se para a cidade do Porto, onde então se encontravam as forças liberais comandadas por D. Pedro. Incorporou-se nessas forças e durante o Cerco do Porto comandou a escuna Terceira e depois as batarias do Terreiro e da Vitória, depois a escuna Gracioza e as lanchas canhoneiras que guardavam a foz do Douro. Portou-se com tal valia que em 1833 foi condecorado com o grau de cavaleiro da Ordem da Torre e Espada, do Valor, Lealdade e Mérito.
Terminada a guerra civil, continuou a sua carreira naval sendo promovido a capitão-tenente em 1834 e nomeado chefe do Serviço Marítimo de Aveiro e encarregado das obras na barra do rio Vouga, com o título de Inspetor das Obras da Barra de Aveiro. Nessas funções dirigiu a obra de construção de um mausoléu em memória dos liberais aveirenses que tinham sido executados em 1829, no Cemitério Central de Aveiro, então ainda em construção, uma vez que apenas seria inaugurado em 1839. O túmulo, agora designado Monumento aos Mártires da Liberdade/Monumento aos Justiçados, viria a derruir em maio de 1864, aquando do enterro de José Estêvão Coelho de Magalhães, falecido em novembro de 1862, em Lisboa, e trasladado para Aveiro ano e meio mais tarde.
Foi eleito deputado às Cortes nas eleições gerais de julho de 1834 para a legislatura de 1834-1836 pelo círculo eleitoral do Porto. Nas Câmara dos Deputados tomou lugar no lado esquerdo, alinhando com a ala mais revolucionária. Foi apoiante muito ativo da revolução de Setembro de 1836, afirmando-se como membro da ala esquerda do liberalismo português. A sua participação parlamentar neste período foi reduzida pois esteve embarcada por largos períodos.
Considerado um grande conhecedor das questões da Índia, em 1837 foi escolhido pelo Ministro da Marinha e Ultramar, António Vieira de Castro, para comandar de uma força naval expedicionária composta pela fragata D. Pedro e pela charrua Princesa Real enviada ao Estado da Índia com o objetivo de dominar a situação de desordem e insurreição que então ali se verificava na sequência da nomeação de Bernardo Peres da Silva, um goês, como governador. A força faria um percurso com escala com escala na ilha da Madeira e em Moçambique e devia conduzir o novo governador da Índia Portuguesa, brigadeiro Simão Infante de Lacerda de Sousa Tavares, o 2.º barão de Sabroso, a sua família e outros passageiros ilustres.
Celestino Soares acompanhara o Barão de Sabroso à Índia para pôr termo ao conflito perista, mas cedo se incompatibilizou com o novo governador. A viagem terminou em graves desentendimentos com o governo do Estado da Índia, o que levou Celestino Soares a abandonar o comando da fragata D. Pedro nos mares da Índia, refugiando-se na Índia Britânica. Em consequência, ao regressar a Lisboa, foi submetido a julgamento em conselho de guerra, mas, após um complexo processo que se estendeu de 1843 a 1846, acabou absolvido.
Voltou a ser eleito deputado nas eleições gerais de agosto de 1838 (legislatura 1838-1840), de março de 1840 (legislatura 1840-1842) e de junho de 1842 (legislatura 1842-1845), nestas três legislaturas em representação do Estado da Índia. Durante todo o seu percurso parlamentar integrou a Comissão de Marinha e Ultramar. Neste período decorreu contra ele o processo pelo crime de resistência às ordens superiores e deserção de navio de guerra, tendo a a Câmara dos Pares, pelo facto deste já não ser deputado no momento da sentença, em 18 de fevereiro de 1846, remetido o processo ao foro militar onde o réu devia ser julgado. Aí acabaria por ser considerado inocente, terminando assim o processo.
Prosseguiu a sua carreira naval, recebendo o comando da fragata Rainha de Portugal, então imobilizada no Tejo e a servir de registo do porto e de lazareto de observação. Em 1846 foi promovido a capitão-de-fragata e em 1848 a capitão-de-mar-e-guerra. Ascendeu a oficial general em 9 de abril de 1862, com a patente de chefe-de-divisão graduado, promovido a efetivo em 1866. Em virtude da Carta de Lei de 2 de Junho de 1866, que suprimiu os postos de chefe-de-divisão e de chefe-de-esquadra, o seu posto passa a ser denominado contra-almirante, posto em que terminou a sua carreira.
Quando ocorreu a revolta do Minho, em 1846, manifestou-se a favor da Patuleia. Foi então demitido do comando da fragata Rainha de Portugal e preso a bordo da fragata Diana, onde permaneceu até à assinatura da Convenção de Gramido e à amnistia que se lhe seguiu, em 1847. Foi nomeado comandante da Companhia dos Guardas-Marinhas, em 13 de novembro de 1851, função que manteria por mais de 14 anos, até 18 de janeiro de 1866. Neste período foi também diretor da Escola Naval e, por inerência, do Museu de Marinha.
A sua última eleição parlamentar ocorreu em 1853, para a legislatura de 1853 a 1856, sendo desta feita eleito pelo círculo de Castelo Branco. Como deputado distinguiu-se pelo seu conhecimento e empenho na resolução das questões ultramarinas, sendo uma das mais abalizadas vozes em matéria colonial.
Desempenhou várias outras funções públicas e política, entre as quais membro do Supremo Conselho de Justiça Militar, diretor do Museu de Marinha e diretor da Escola Naval. O Museu de Marinha, instituído por D. Luís I, através de portaria datada de 22 de Julho de 1863, por vontade expressa de um monarca que estava ligado intimamente à Armada, e a tudo o que ao mar estivesse relacionado. À frente dos destinos da nova instituição ficou o comandante da Escola Naval, Joaquim Pedro Celestino Soares, sendo o principal responsável por zelar pelas peças existentes, e pela recolha de objectos que no seu entender devessem figurar na nova instituição. Para esta missão estaria superiormente autorizado a entrar em diligências com outras autoridades do Ministério da Marinha e Ultramar, para que estes o ajudassem em tudo o que necessitasse, incluindo no arranjo de uma qualquer sala anexa à Escola Naval, a fim de se estabelecer o museu até que este fosse definitivamente organizado. Assim, Celestino Soares passou por incumbência a acumular os cargos de Director da Escola Naval, Comandante da Companhia de Guardas-Marinhas e de Director do Museu de Marinha, um exercício muito complicado para uma correcta e eficaz coordenação dos serviços.
Na Academia das Ciências de Lisboa foi eleito sócio correspondente da classe de Ciências Morais, Políticas e Belas Letras a 30 de janeiro de 1862, tendo passado a efetivo a 11 de dezembro de 1862. Foi eleito membro do conselho administrativo da Academia a 24 de dezembro de 1863. Foi sócio de mérito da Academia de Belas Artes de Lisboa. Foi o principal proponente da criação do Clube Militar Naval, instituição fundada a 15 de novembro de 1866 por um conjunto de 125 oficiais da Armada Portuguesa sob proposta de Joaquim Pedro Celestino Soares.
O almirante Celestino Soares dedicou-se à escrita científica e literária, quase sempre sobre temática naval, sendo autor de algumas cartas dos mares da Índia e de Timor. A sua obra intitulada Quadros Navaes, ou collecção dos folhetins maritimos, publicados no «Patriota». Seguidos de huma epopeia naval portuguesa teve grande repercussão, sendo reeditada pela Imprensa Nacional e pela Armada.
Membro da Maçonaria, em 1835 pertencia à Sociedade Patriótica Lisbonense. Era cavaleiro da Ordem de Cristo e da Ordem Militar da Torre e Espada. Em sua homenagem a Armada Portuguesa operou o caça-minas NRP Celestino Soares (1916-1919), um arrastão de pesca longínqua armado e incorporado à Marinha de Guerra no contexto da Grande Guerra. Casou com Mariana Inácia da Silva e foi pai do almirante José Tito Celestino Soares (1835—1896). Faleceu em Lisboa, a 7 de agosto de 1870, aos 77 anos de idade.

## Obras
O almirante Celestino Soares é autor de numerosas obras científicas e literárias, entre as quais ficou célebre a coletânea intitulada Quadros Navais, ou coleção de folhetins marítimos, surgida inicialmente em formato de folhetim no periódico O Patriota e depois objeto de várias edições monográficas totais e parciais. Parte importante da sua produção escrita foi publicada em O Patriota e na Gazeta de Portugal. Entre a sua obra, para além da colaboração dispersa por vários periódicos, contam-se as seguintes monografias:
- Quadros Navaes os collecção dos Folhetins Maritimos do Patriota: Seguidos de huma Epopeia Naval Portugueza (4 volumes). Lisboa, Imprensa Nacional, 1861-1869 (segunda impressão).
- O Mar Não tem Cancelas (1997)
- Bosquejo das possessões portuguezas no Oriente ou resumo de algumas derrotas da India e da China. Lisboa : Imprensa Nacional, 1851.
- Quadros navaes ou collecção dos folhetins maritímos do Patriota : seguidos de huma epopeia naval portugueza. 2.ª impressão. Lisboa : Impr. Nacional, 1861.
- Quadros navais ou colecção dos folhetins marítimos do "Patriota". Lisboa : Min. da Marinha, 1972.
- Aditamentos aos quadros navais e epopeia naval portuguesa. Lisboa : Min. da Marinha, 1972.
- Aditamentos aos quadros navais e epopeia naval portuguesa. Lisboa : Min. da Marinha, 1970.
- Carta topográfica do território portuguez dependente da praça de Damão [ Material cartográfico / copiada em Goa pelo capitão, tenente da Armada, por Joaquim Pedro Celestino Soares. J. F. Franco, lyth.. Lisboa : Lith. da Imprensa Nacional, 1838].
- Planta das ilhas de Solor e Timor e outras adjacentes, construída segundo as instruções do roteiro de Horsburgh [ Material cartográfico / por Joaquim Pedro Celestino Soares, capitão tenente da Armada ; Franco, lith.. Lisboa : Lith. da Imp. Nacional, 1836].
- Quadros navaes ou collecção dos folhetins maritimos publicados no Patriota / compostos por Joaquim Pedro Celestino Soares. 2.ª impressão. Lisboa : Typ. de Antonio Joaquim da Costa, 1845.
- Quadros navais ou colecção dos folhetins marítimos do "Patriota" seguidos de uma epopeia naval portuguesa. Lisboa : Minist. da Marinha, 1972.
- Quadros navais. Lisboa : Biblioteca e Museu da Marinha, 1941.
- Sonetos recitados no Real Theatro de S. Carlos, na noite do dia 31 de Julho de 1826. Lisboa : Tip. de R. J. de Carvalho, 1826.
- Romance patrio maritimo em quatro estancias... : em quadras de dupla rimma offerecido ao Ill.mo Snr. Pedro Wenceslao de Brito Aranha. Lisboa : Typ. da Academia, 1870.
- Carta chorographica do territorio portuguez de Damão [ Material cartográfico / reducção conforme a cópia da que se conserva no Archivo de Goa, pelo Tenente da Armada Joaquim Pedro Selestino Soares. Lisboa : Lith. de Castro, 1862].